# Пуханов, Реджепмамет
Реджепмамед Пуханов (туркм. Rejepmämmet Puhanow; 9 мая 1951, село Ак-Кую, Красноводский район, Ашхабадская область — 11 июня 2006, Туркменистан) — туркменский государственный и политический деятель.

## Биография
В 1972 году окончил Туркменский сельскохозяйственный институт.
Свою трудовую деятельность начал в 1972 году на должности старшего экономиста колхоза имени В. И. Ленина. Далее работал начальником отдела Красноводского облсельхозуправления, инструктором Красноводского обкома КП Туркменистана, председателем Гасан-Кулийского райисполкома, председателем Балканского областного Совета народных депутатов. Член Президентского совета Туркменистана.
26.06.1992 — 02.07.1997 — хяким (губернатор) Балканского велаята.
21.07.1992 — 02.07.1997 — заместитель Председателя Кабинета министров Туркменистана.
2 июля 1997 года уволился по собственному желанию.

## Награды и звания
- Орден «Звезда Президента» (1993)
- Медаль «За любовь к Отечеству» (1996)